# James McCarthy (explorateur)
Ne doit pas être confondu avec James McCarthy.
Pour les articles homonymes, voir McCarthy.
James Fitzroy McCarthy, né en 1853 et mort le 23 septembre 1919 à Saint-Hélier, est un explorateur et cartographe irlandais. 
Il joue un rôle de premier plan dans la délimitation des frontières de la Thaïlande (alors connue sous le nom de Siam) à la fin du XIXe siècle, contribuant à transformer le pays en un État-nation moderne,.

## Biographie
Il arrive au Siam en 1881 et y restera dix années passées au service du roi. Il explore tout le pays, en particulier les régions du nord du royaume, tout en travaillant à l'établissement d'un chemin de fer entre Bangkok et Korat et à un autre entre Ayuthia et Chiang Mai. Il relève le cours de la rivière Perak en 1883.
En 1885, il devient directeur-général du Royal Thai Survey Department qu'il fonde.  
Il quitte le Siam en 1893 et publie en 1900 une carte très précise du pays et le récit de ses explorations.

## Publication
- 1900 : Surveying and Exploring in Siam